# 巴莱沃和比茨
巴莱沃和比茨（法語：Balaives-et-Butz，法語發音：[balɛv e byts]）是法国大東部大區阿登省的一个旧市镇，属于沙勒维尔-梅济耶尔区。2019年，巴莱沃和比茨与市镇弗利兹、布唐库尔和埃朗合并为新的弗利兹。

## 地理
巴莱沃和比茨（49°40'23"N, 4°44'2"E）面积11.05 平方千米，位于法国大東部大區阿登省，该省份为法国北部内陆省份，西接埃纳省，南至马恩省，东临默兹省，北与比利时接壤。
与巴莱沃和比茨接壤的市镇（或旧市镇、城区）包括：布尔济库尔、埃朗、埃特雷皮尼、圣马索、桑格利、维莱叙勒蒙。
巴莱沃和比茨的时区为UTC+01:00、UTC+02:00（夏令时）。

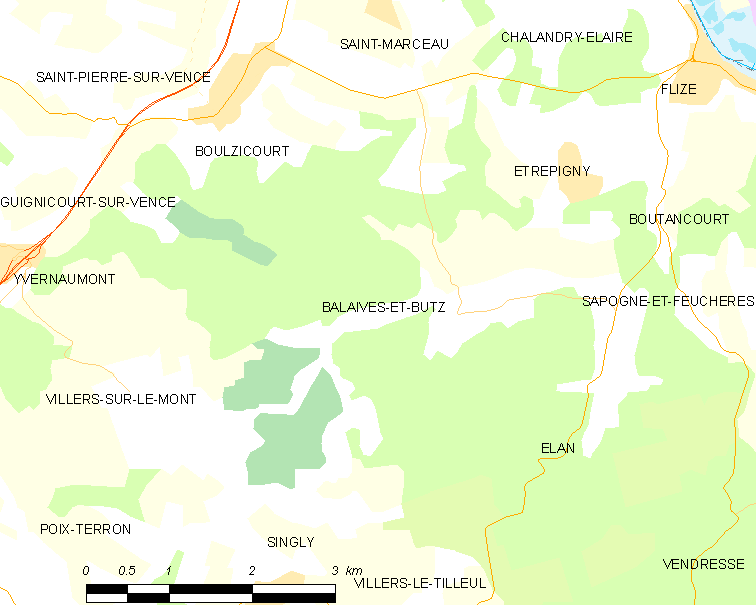
巴莱沃和比茨的OSM定位图

## 行政
巴莱沃和比茨的邮政编码为08160，INSEE市镇编码为08042。

## 政治
巴莱沃和比茨所属的省级选区为默兹河畔努维永县。

## 人口

1962-2008年间巴莱沃和比茨人口变化图示

巴莱沃和比茨于2018年1月1日时的人口数量为202人。